# Ses (film)
Vocea (în turcă Ses) este un film de groază turcesc din 2010, regizat de Ümit Ünal după un scenariu de Uygar Șirin, despre o tânără care începe să audă o voce ciudată care îi șoptește. Filmul a fost lansat la nivel național în Turcia la 5 martie 2010. Rolurile principale au fost interpretate de actorii Selma Ergeç, Mehmet Günsur, Ișık Yenersu, Eylem Yıldız și Serra Yılmaz. A fost produs de Bir Film și distribuit de Tiglon Film. Filmul a avut încasări în Turcia de 92.751 de dolari americani și în toată lumea de 235.316 de dolari americani.

## Rezumat
Derya (Selma Ergeç) lucrează într-un call centru al unei bănci pentru a avea grijă de mama sa în vârstă. Într-o zi, viața ei este brusc dată peste cap, deoarece începe să audă o voce ciudată care îi șoptește. Sursa vocii este un mister și îi spune lucruri și fapte pe care nimeni altcineva nu le-ar ști. Totul iese la iveală și mulți din comunitate încep să creadă că ea primește mesaje de la divinitate. Dar curând vocea începe să devină din ce în ce mai puternică, tonul ei devine din ce în ce mai amenințător și viața Deryei începe să se transforme într-un coșmar.

## Distribuție

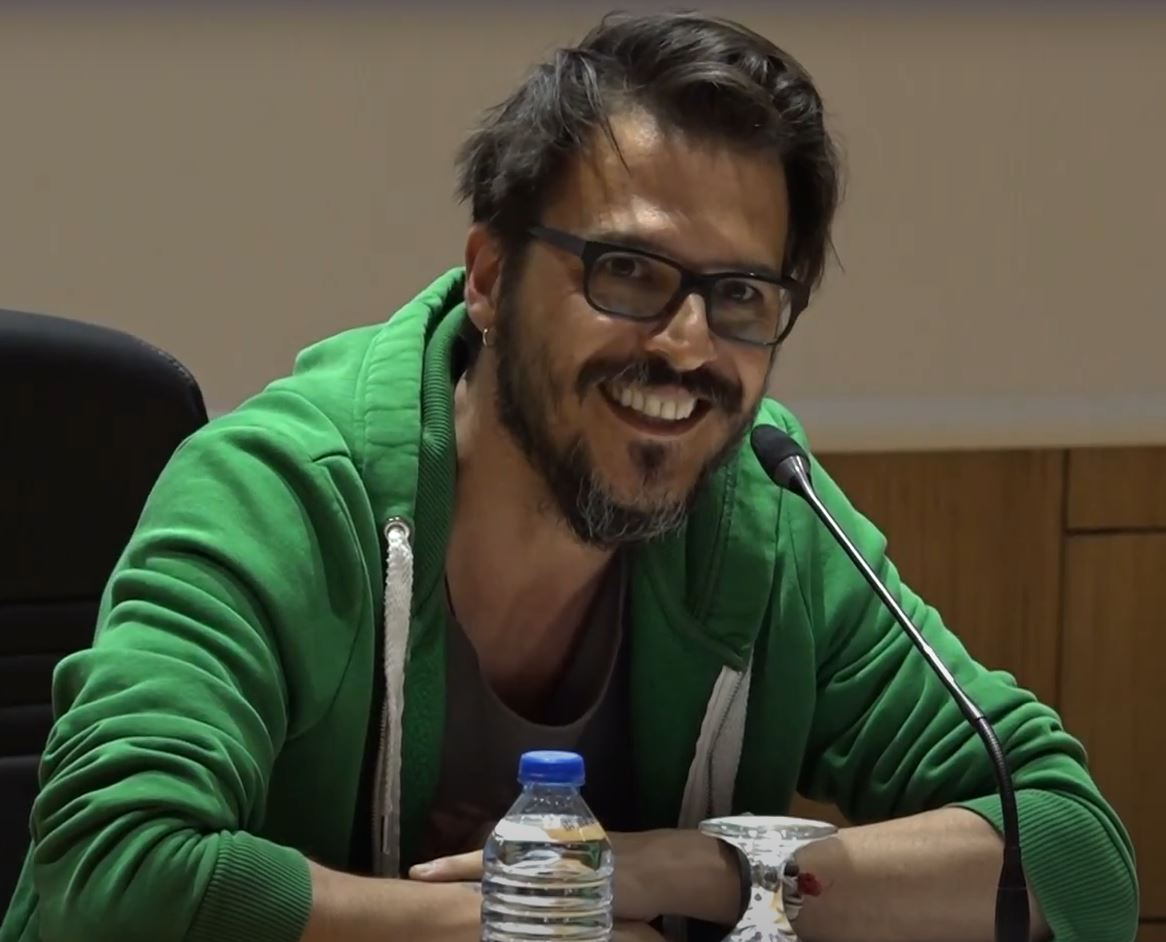
Mehmet Günsür

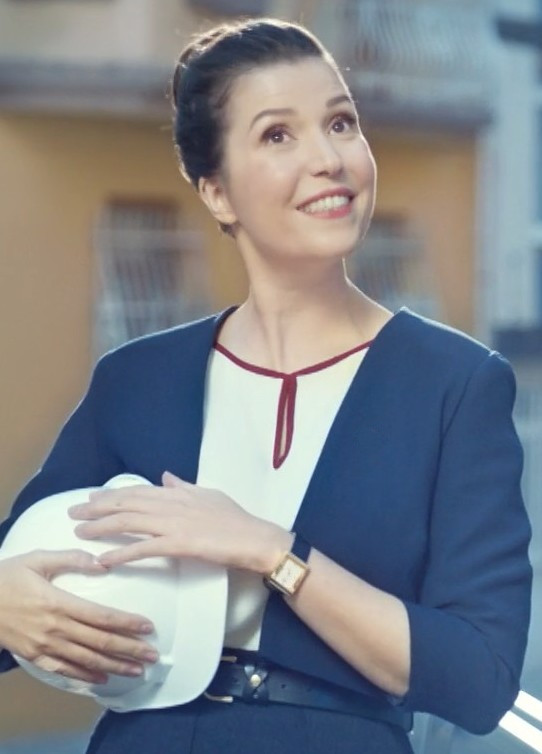
Selma Ergeç

- Selma Ergeç – Derya
- Mehmet Günsür – Onur
- Isik Yenersu – Aysel
- Eylem Yildiz – Filiz
- Selen Uçer – Ses
- Serra Yilmaz – Cahide
- Hakan Karahan – Sait
- Emre Akay – Sinan
- Levent Yilmaz – Fotografci
- Köksal Yilmaz – Taner

## Producție
Regizorul Ümit Ünal și-a explicat decizia surprinzătoare de a colabora cu criticul de film și romancierul Uygar Șirin la acest film afirmând că „scenariul acestuia este cel mai bun pe care l-am văzut”.
Filmările au avut loc la Istanbul, în Turcia.

## Lansare
Filmul a avut premiera în 77 de cinematografe din Turcia la 12 februarie 2010 și a fost pe locul unsprezece în box office-ul din Turcia, cu încasări de 92.751 de dolari americani.

## Primire

### Box office
Filmul a avut încasări totale de 235.316 de dolari americani.

### Recenzii
Emine Yıldırım, în Today's Zaman, afirmă: „cu siguranță filmul nu aduce nimic nou în genul său, dar cel puțin nu miroase ca o țeapă putredă de la Hollywood, asta datorită stropilor săi [proaspeți] de motive locale și referințe culturale fără misoginismul obișnuit al torturii feminine. Punctele forte și slabe ale filmului par să provină din același loc – înalta sa considerație pentru ilustrarea unui thriller inteligent și psihologic de profunzime în care sperietorile așteptate servesc scopului poveștii umane principale a familiilor disfuncționale și traumatizate – totuși scenele care evidențiază în mod specific drama și nu suspansul tind să nu funcționeze cum trebuie, deoarece dinamica emoțională dintre personaje ar fi putut fi mai captivantă. În cea mai mare parte, tema reală a filmului este atât de familiară culturii turcești (fără a o dezvălui aici) încât reușește să portretizeze un zeitgeist remarcabil pe care niciun alt film din genuri conexe nu a reușit să-l prezinte”. Yıldırım concluzionează: „Cu toate lucrurile luate în considerare, Ünal aduce o poveste bine construită despre agonie (genul de agonie la care merită să reflectăm...)”.
Emrah Güler, în Hürriyet Daily News, numește filmul Ses drept „unul dintre cele mai așteptate filme turcești ale anului” și îl recomandă „celor care s-au săturat de filmele de groază turcești cu motive islamice și povești sărace și care doresc să încerce să arunce o privire nouă asupra genului”.
Todd Brown, în Twitch Film, a descris filmul ca „un thriller atmosferic cu conotații supranaturale întunecate” și „cel mai recent titlu care încearcă să fie un adevărat hit pentru a pune Turcia pe harta iubitorilor filmului de groază” și comentează că „se mândrește cu un trailer foarte agresiv care promite lucruri bune”.
Deljhp, a scris pentru 24Framespersecond.net că Ses arată „absolut frumos filmat și plin de atmosferă, care într-adevăr pare să ridice miza din nou”, și comentând, de asemenea, despre trailerul său adaugă, „cine i-a produs sunetul și coloana sonoră, știe cu adevărat ce face”.

### Premii
La al 17-lea Festival de Film Adana Golden Boll a primit premiul la categoria Cel mai bun montaj (Çiçek Kahraman și Natalin Solakoğlu) și la categoria Cea mai bună imagine (Türksoy Gölebeyi).
La al 22-lea Festival Internațional de Film de la Ankara a primit premiul la categoria Cea mai bună muzică originală (Mehmet Cem Ünal și Safa Hendem) și la categoria Cea mai bună imagine (Türksoy Gölebeyi).
La a 16-a ediție a premiilor Sadri Alıșık, Selma Ergeç a primit premiul pentru cea mai bună actriță a anului (Sadri Alıșık Ödülleri En İyi Kadın Oyuncu - Sinema).